# Liolaemus ubaghsi
Espèce
Liolaemus ubaghsi est une espèce de sauriens de la famille des Liolaemidae.

## Répartition
Cette espèce est endémique de la région du Libertador General Bernardo O'Higgins au Chili.

## Étymologie
Cette espèce est nommée en l'honneur de Georges Ubaghs (1916-2005).

## Publication originale
- Esquerré, Troncoso-Palacios, Garín & Núñez, 2014 : The missing leopard lizard: Liolaemus ubaghsi sp. nov., a new species of the leopardinus clade (Reptilia: Squamata: Liolaemidae) from the Andes of the O’Higgins Region in Chile. Zootaxa, no 3815 (4), p. 507–525.